# ژوزیان تانزیلی
ژوزیان تانزیلی (ایتالیایی: Josiane Tanzilli؛ زادهٔ ۲۸ نوامبر ۱۹۵۰) خواننده، صداپیشه و بازیگر تئاتر و سینما اهل ایتالیا در اواخر دهه شصت و اوایل دهه هفتاد میلادی بود و توسط فدریکو فلینی برای ایفای نقش «وولپینا» در فیلم آمارکورد (۱۹۷۳) انتخاب شد. در مقاله‌ای درباره فیلم شماره یک، ژوزیان تانزیلی با نام «ژوزیان ماریه» معرفی شده است. او در این فیلم نقش دبورا گارند را بازی می‌کند، بدل سینمایی مدل واقعی تالیتا گتی که بر اثر اوردوز درگذشت و در آغاز فیلم، برهنه بر روی تخت دراز کشیده است.
او همچنین در تصاویر مصور کمیک مجلهٔ سونیو حضوری پررنگ داشت و در کنار بازیگرانی چون کارلو جوردانا و دیگران نقش اصلی داستان‌ها را ایفا می‌کرد.

## گزیدهٔ نقش‌آفرینی‌ها
- شهر زنان (۱۹۸۰)
- افسون – کشتارگاه دلپذیر (۱۹۷۷)
- مرد خانواده (۱۹۷۴)
- شماره یک (۱۹۷۳)
- عشق و آشوب (۱۹۷۳)
- آمارکورد (۱۹۷۳)
- دکامرون ناپسند (۱۹۷۲)
- راهبه آتش‌پاره (۱۹۷۲)